# 格勒山
47°47′37″N 15°29′32″E / 47.79361°N 15.49222°E

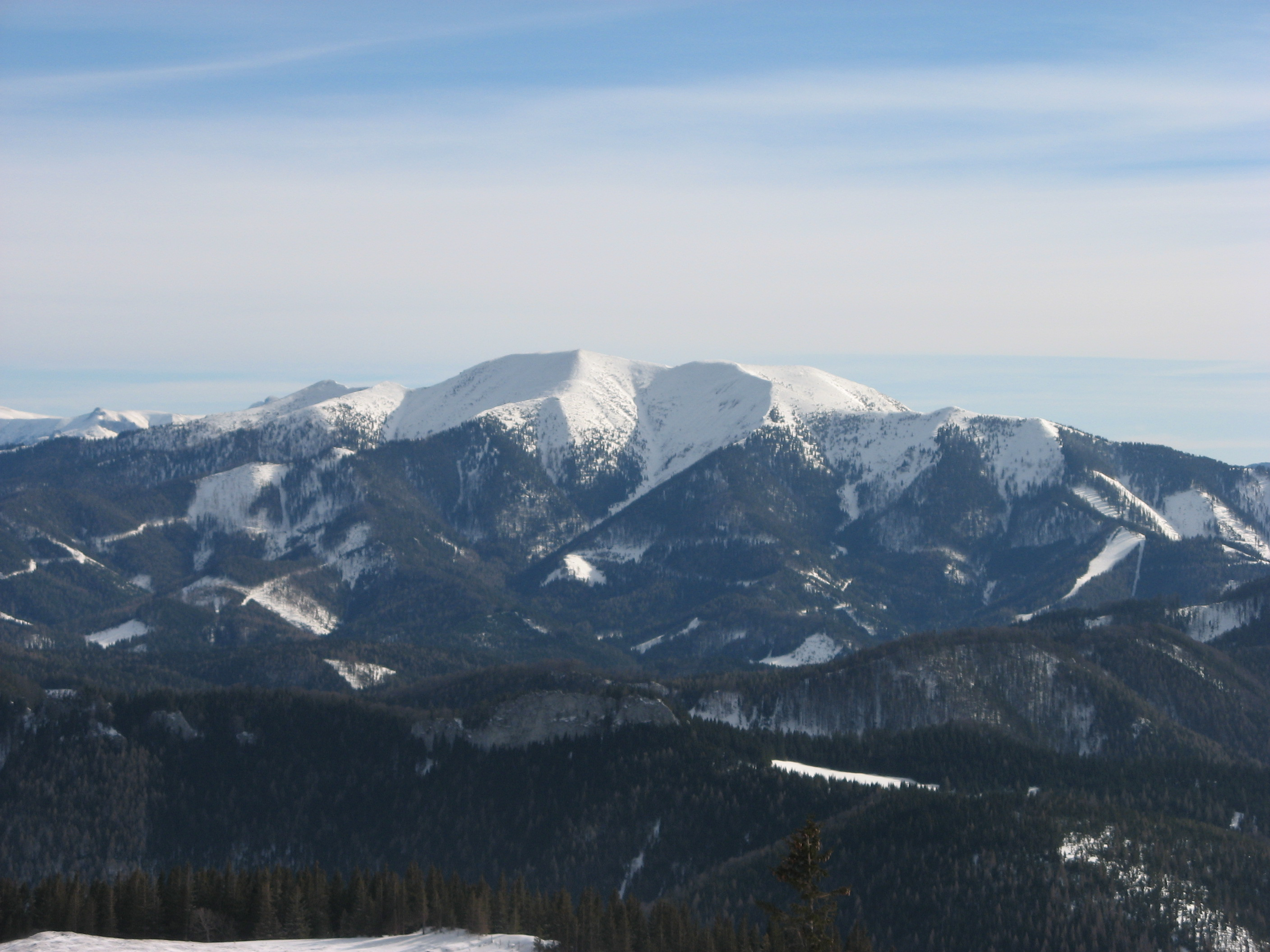

格勒山（德語：Göller），是奧地利的山峰，位於該國東北部，由下奧地利州負責管轄，屬於米爾茨施泰格阿爾卑斯山脈的一部分，海拔高度1,766米，每年平均降雨量1,409毫米。